# Rankine Rock
La Rankine Rock (in lingua inglese: Roccia Rankine) è uno spuntone roccioso antartico, situato 2 km a nord del Cox Nunatak, all'estremità settentrionale del Dufek Massif, nei Monti Pensacola in Antartide.

## Storia
Lo spuntone è stato mappato dall'United States Geological Survey (USGS) sulla base di rilevazioni e foto aeree scattate dalla U.S. Navy nel periodo 1956-66.
La denominazione è stata assegnata dall'Advisory Committee on Antarctic Names (US-ACAN) in onore di David F. Rankine Jr., fotografo della squadriglia VX-6 della U.S. Navy durante l'Operazione Deep Freeze del 1964.